# Hans Thorszelius
Hans Thorszelius (né le 19 février 1944) est un copilote de rallye suédois.

## Carrière en rallye
Il fait ses débuts internationaux en rallye en 1971 au rallye Monte-Carlo (3e avec Björn Waldegård, qu'il dirigera jusqu'en 1985).
Sa carrière en WRC s'étale ensuite de 1973 à 1986, et prend alors fin au rallye Olympus.
Il est le premier copilote à se voir décerner un titre mondial spécifique à sa fonction au sein d'un équipage de rallye automobile, en 1979 (sur Ford Escort RS1800 / Mercedes-Benz 450 SLC 5.0).
Auparavant en 1977, il participe à la conquête de la seconde place par Björn Waldegård dans le cadre de la 1re Coupe FIA des pilotes.

## Victoires en rallyes
| #  | Saison | Rallye                         | Pays             | Voiture                     |
| -- | ------ | ------------------------------ | ---------------- | --------------------------- |
| 1  | 1975   | 25e Rallye de Suède            | Suède            | Lancia Stratos HF           |
| 2  | 1975   | 17e Rallye Sanremo             | Italie           | Lancia Stratos HF           |
| 3  | 1976   | 18e Rallye Sanremo             | Italie           | Lancia Stratos HF           |
| 4  | 1977   | 25e Rallye Safari              | Kenya            | Ford Escort RS1800          |
| 5  | 1977   | 24e Rallye de l'Acropole       | Grèce            | Ford Escort RS1800          |
| 6  | 1977   | 33e Rallye de Grande-Bretagne  | Royaume-Uni      | Ford Escort RS1800          |
| 7  | 1978   | 28e Rallye de Suède            | Suède            | Ford Escort RS1800          |
| 8  | 1979   | 26e Rallye de l'Acropole       | Grèce            | Ford Escort RS1800          |
| 9  | 1979   | 6e Critérium du Québec         | Canada           | Ford Escort RS1800          |
| 10 | 1980   | 12e Rallye de Côte d'Ivoire    | Côte d'Ivoire    | Mercedes-Benz 500 SLC       |
| 11 | 1982   | 13e Rallye de Nouvelle-Zélande | Nouvelle-Zélande | Toyota Celica 2000GT        |
| 12 | 1983   | 15e Rallye de Côte d'Ivoire    | Côte d'Ivoire    | Toyota Celica Twincam Turbo |
| 13 | 1984   | 32e Rallye Safari              | Kenya            | Toyota Celica Twincam Turbo |

## Autre victoire
- 1982: South Swedish Rally (3e en 1986);
- 1985: Boucles de Spa.